# Từ quyển

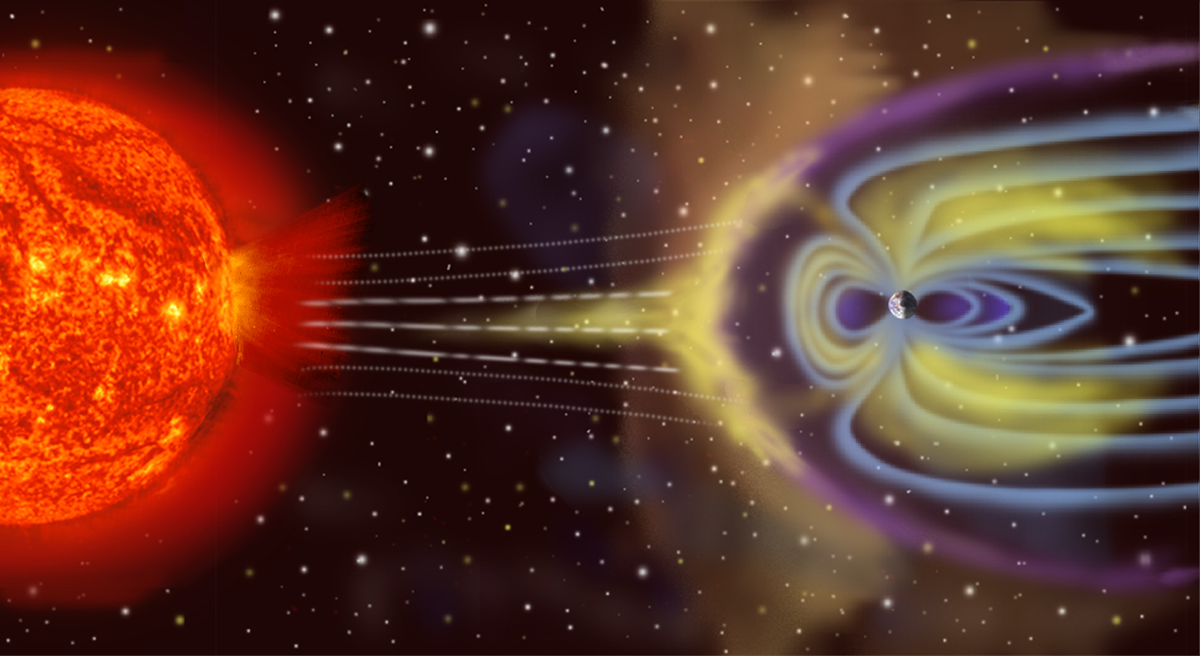
Minh họa từ quyển của hành tinh.

Từ quyển là vùng không gian bao quanh một hành tinh được điều khiển bởi từ trường của hành tinh đó. Hình dáng của từ quyển là do kết quả của tương tác giữa từ trường của hành tinh với các dòng hạt tích điện, như gió Mặt Trời.
Từ quyển của Trái Đất cùng với khí quyển chặn các dòng hạt tích điện, bảo vệ sự sống trên Trái Đất.
Nghiên cứu từ quyển Trái Đất là một lĩnh vực của địa vật lý. Kết quả của nghiên cứu cũng áp dụng để miêu tả vùng chịu điều khiển của từ trường tại các hành tinh, các thiên thể khác, và cả những đối tượng chẳng hạn như pulsar.

## Tổng quan
Trái Đất, Sao Thủy, Sao Mộc, Sao Thổ, Sao Thiên Vương, Sao Hải Vương đều có từ trường bao quanh chúng. Hai hành tinh Sao Hỏa và Sao Kim có từ trường rất nhỏ. Vệ tinh tự nhiên duy nhất trong hệ Mặt Trời có từ quyển là vệ tinh Ganymede của Sao Mộc, nó có một từ quyển nhỏ — nhưng nó lại nằm hoàn toàn trong từ quyển của Sao Mộc, dẫn đến tương tác rất phức tạp. Tầng điện ly (ionosphere) của từ trường yếu hai hành tinh Sao Hỏa và Sao Kim cũng làm lệch một phần gió Mặt Trời, nhưng chúng không có từ quyển.